# 那須加美乃金子神社
那須加美乃金子神社（なすかみのかねこじんじゃ）は、長崎県対馬市上対馬町にある神社。『延喜式神名帳』に記された式内社。

## 概要
古くは金子神と那祖師神を祀っており、『対州神社誌』には「那祖師大明神」とある。小鹿と志多賀の山間には、神山と呼ばれる聖地があり、そこにあった「かなご」という磐境を、小鹿の那祖師社に合祀したとされる。そのため、「那須加美（那須神）」と「那祖師」は同一の存在を指していると考えられている。
現在では大屋彦神、大己貴命が祭神とされているが、那須加美乃金子神はこれらの神とは異なる存在であるとされ、日本の神ではなく新羅の神であるとする説も存在する。